# La Falconera (Mura)
|  | Per a altres significats, vegeu «La Falconera». |

La Falconera és un monòlit situat al vessant nord-oest del massís de Sant Llorenç del Munt. S'erigeix en solitari separat de la resta del massís i s'alça de manera prominent per sobre el sot de la Feréstega, a la cara oest, i el clot d'Estenalles, a la cara est. És al municipi de Mura, al Bages, i té una alçada de 857,2 m. A uns 140 m al sud hi ha la Miranda (846,7 m), una altra roca monolítica que forma part de la mateixa cinglera que la Falconera i amb la qual comparteixen la mateixa estratificació geològica. Cap al sud-est, a poc més de 400 m, hi ha els Cortins (957,2 m) i a gairebé 800 m, també en direcció sud-est, hi ha el cim del Montcau (1.056 m). A prop del peu de la Falconera hi passa la carretera BV-1221, que va de Terrassa a Navarcles.
És dins del límit del Parc Natural de Sant Llorenç del Munt i l'Obac, creat el 1972. Des del 2000 també forma part de l'Inventari d'espais d'interès geològic de Catalunya (IEIGC) inventariat com espai d'interès geològic en el conjunt de la geozona Sant Llorenç del Munt i l'Obac, la qual forma part del parc natural majoritàriament.